# Impasse Barthe
L'impasse Barthe une voie de Toulouse, chef-lieu de la région Occitanie, dans le Midi de la France.

## Situation et accès

### Description
L'impasse Barthe est une une voie publique. Elle se trouve dans le quartier de Barrière-de-Paris. Elle correspond à une partie de l'ancien chemin vicinal no 24.
La chaussée compte une seule voie de circulation automobile à double-sens. L'impasse Barthe est définie comme une zone 30 et la vitesse y est limitée à 30 km/h. Elle est de plus devenue une vélorue, où la priorité absolue est donnée aux cyclistes, quoiqu'il n'existe ni bande, ni piste cyclable.

### Voies rencontrées
L'impasse Barthe rencontre les voies suivantes, dans l'ordre des numéros croissants (« g » indique que la rue se situe à gauche, « d » à droite) :
1. Route de Launaguet (g)
2. Boulevard Pierre-et-Marie-Curie (d)
3. Rue Marcel-Loubens (g)
4. Impasse Vitry - accès piéton

### Transports
L'impasse Barthe n'est pas directement desservie par les transports en commun. Elle débouche cependant au sud sur le boulevard Pierre-et-Marie-Curie, où se trouvent les arrêts des lignes de bus 2741. Plus loin, à la barrière de Paris se trouvent la station du même nom, sur la ligne de métro , ainsi que les arrêts des lignes de bus 152941110.
Les stations de vélos en libre-service VélôToulouse les plus proches sont les stations no 125 (face 2 barrière de Paris) et no 150 (78 boulevard Pierre-et-Marie-Curie).

## Odonymie
L'impasse tient son nom de la famille Barthe, propriétaire de terrains en bordure du chemin dans la deuxième moitié du XIXe siècle. Ce n'est cependant qu'en 1937 que la municipalité lui attribua son nom actuel.
Au XVIIIe siècle, on la désignait, tout comme l'impasse Vitry qui la prolonge au nord, sous le nom de chemin de Lalande. Au siècle suivant, c'est le chemin des Trois-Cocus – ou chemin coupé des Trois-Cocus après 1856 et l'aménagement de la voie ferrée, qui coupe le chemin en deux parties réduites en impasses. Ce nom des Trois-Cocus désigne depuis le XVIIIe siècle au moins le quartier qui se trouvait autour de l'actuelle place des Trois-Cocus : on l'attribue généralement à une maison, disparue au XIXe siècle, qui portait un bas-relief représentant trois coucous (cocut, « coucou » en occitan).

## Patrimoine et lieux d'intérêt

### Fermes
- no  28 : ferme. 
La ferme est construite à la fin du XIXe ou au début du XXe siècle, orientée au sud, perpendiculairement à l'impasse Barthe. Elle est bâtie en brique et s'élève sur trois niveaux : un rez-de-chaussée, un étage et un niveau de comble. La partie dévolue au logis se développe sur six travées. Elle est prolongée par les anciennes parties agricoles, ouvertes par une large porte charretière, et une extension construite dans la deuxième moitié du XXe siècle. Le niveau de comble est aéré par des ouvertures en forme de losange. La ferme a abrité jusqu'en 2015 l'École technique de photographie et de multimédia (ETPA, actuel no 50 route de Narbonne, Auzeville-Tolosane)[6].

- no  30 : ferme. 
La ferme est construite dans la deuxième moitié du XIXe siècle. Elle est orientée au sud, perpendiculairement à l'impasse Barthe. Elle est bâtie en assises alternées de brique crue et de galets, la brique cuite n'étant utilisée que pour les encadrements des ouvertures et les chaînages d'angle. Elle se développe sur huit travées et s'élève sur deux niveaux, séparés par un cordon de brique[7].

- no  32 : ferme. 
La ferme d'origine est construite dans le premier quart du XXe siècle, orientée au sud, perpendiculairement à l'impasse Barthe. Bâtie en brique, large de cinq travées, elle ne comptait qu'un rez-de-chaussée et un niveau de comble à surcroît, transformé en 1968 par une surélévation. Le bâtiment avait été agrandi en 1964 d'une extension de deux travées[8].

- no  34 : ferme maraîchère (fin du XIXe ou début du XXe siècle)[9].

- no  43 : ferme. 
La ferme, construite dans la deuxième moitié du XIXe siècle, est orientée au sud, perpendiculairement à l'impasse Barthe. Elle est bâtie en brique développe sa façade sur cinq travées et deux niveaux séparés par un cordon de brique. L'élévation est surmontée d'une corniche moulurée[10].

- no  47 : ferme. 
La ferme, construite dans la deuxième moitié du XIXe siècle, est orientée au sud, perpendiculairement à l'impasse Barthe. Elle est bâtie en brique développe sa façade sur six travées et deux niveaux, séparés par un cordon de brique. Le comble à surcroît est percé d'ouvertures qui ont conservé leurs ornements en terre cuite. L'élévation est surmontée d'une corniche moulurée[11].

### Collège Toulouse-Lautrec
Le premier collège d'enseignement secondaire Nord, devenu par la suite le collège Toulouse-Lautrec, est construit entre 1970 et 1972 sur les plans des architectes Sylvain Stym-Popper et Jean Barbut. Il occupe une parcelle de 24 000 m2 en retrait de l'impasse, se développant principalement en arrière des constructions. Il est limité au sud par les terrains dévolus au lycée Henri-de-Toulouse-Lautrec, construit peu après le collège par l'architecte Roger Taillibert.
En 1996, le bâtiment de la demi-pension est réhabilité par les architectes Jacques Sutter et Pierre-Louis Taillandier. En 2009, le collège est, à la demande du conseil général de la Haute-Garonne, démoli – sauf le bâtiment de la demi-pension – et reconstruit sur les plans des architectes Philippe Guilbert et Véronique Joffre. Les bâtiments consistent en trois corps de bâtiment alignés qui s'organisent autour d'un patio central. Il s'élèvent chacun sur trois niveaux (un rez-de-chaussée et deux étages). Au nord, le corps de bâtiment du CDI, entièrement vitré, marque l'entrée du collège. Au nord, six maisons disposées en dents de peigne servent de logements de fonction.

### Équipements sportifs
- piscine Toulouse-Lautrec. 
La piscine est construite en 1976 dans le cadre de l'opération "1000 piscines", lancée en 1969 par le secrétariat d'État chargé de la Jeunesse, des Sports et des Loisirs. Elle correspond au plan type Tournesol de l'architecte Bernard Schoeller et de l'ingénieur Thémis Constantinidis. Elle se compose d'une coupole, reposant sur un soubassement en maçonnerie, et formée d'une structure métallique en acier de 35 mètres de diamètre et 7 mètres de hauteur, qui compte 36 arcs couverts de coques plastiques de couleur beige. À l'origine, la moitié des arcs était percée de hublots, mais des travaux de réhabilitation menés en 2001 les ont supprimés. La toiture est escamotable sur un quart de sa circonférence. À l'intérieur, le bassin mesure 25 mètres de long et 10 mètres de large, avec une profondeur allant de 1,20 mètre à 2 mètres[13].

- gymnase Toulouse-Lautrec.

### Immeubles et maisons
- no  7 : maison (deuxième quart du XXe siècle).

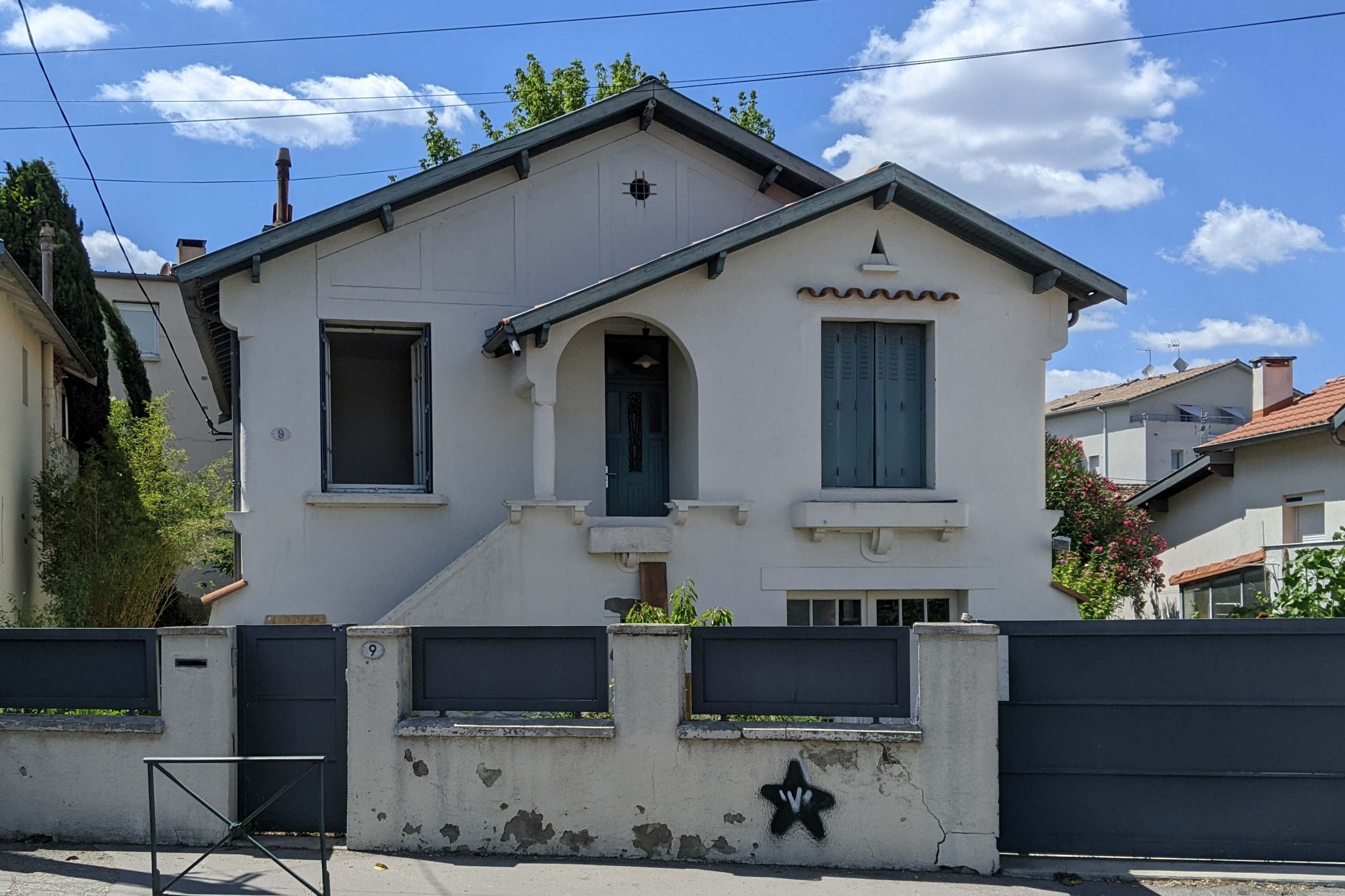
no 9 : maison.

- no  9 : maison. 
La maison, de style Art déco, est construite dans le deuxième quart du XXe siècle. La construction en béton est couverture d'un enduit clair. Elle se compose de plusieurs corps de bâtiment de tailles et d'orientations différentes qui jouent sur les décrochements. Le rez-de-chaussée, encadré de faux contreforts, est percé d'une porte de garage. Un escalier monte à un porche dans l'œuvre, souligné par une arcade en plein cintre, et à la porte principale. À droite, la fenêtre est surmontée d'une corniche de tuiles et agrémentée d'un bac à fleurs. Le niveau de comble, surmonté d'un pignon, est mis en valeur par un faux pan de bois[14].

- no  49 : maison (deuxième moitié du XXe siècle).